# Rio Bughea (Teleajen)
O Rio Bughea é um rio da Romênia afluente do Rio Teleajen, localizado no distrito de Prahova.